# Limnonectes fujianensis
Limnonectes fujianensis es una especie de anfibio anuro del género Limnonectes de la familia Dicroglossidae.

## Distribución geográfica
Es originaria de China, Hong Kong, y Taiwán.